# The Truth (Matana-Roberts-Album)
The Truth  ist ein Jazzalbum von Matana Roberts und Pat Thomas. Es  wurde am 8. Dezember 2018 im Cafe Oto in London aufgenommen und erschien 2020 auf Vinyl beim Label Otoroku.

## Hintergrund
Das Hauptprojekt von Matana Roberts ist ihre 12-teilige Coin Coin-Serie, von der bis 2020 vier Alben erschienen sind. Daneben trat sie in London im Dezember 2018 in einer ersten Duo-Live-Session mit dem Pianisten Pat Thomas im Cafe Oto auf; dabei beschränkte sie sich in der Instrumentenwahl auf das Altsaxophon. Im September 2019 spielte Roberts erneut mit Thomas im Cafe Oto, und zwar im Rahmen des Brötzmann Festival in Quintettbesetzung mit Peter Brötzmann, John Edwards und Takeo Moriyama.

## Titelliste
- Matana Roberts & Pat Thomas: The Truth (Otoroku ROKU024)[2]

A1  Part 1  

A2  Part 2  

A3  Part 3  

B  Part 4

## Rezeption

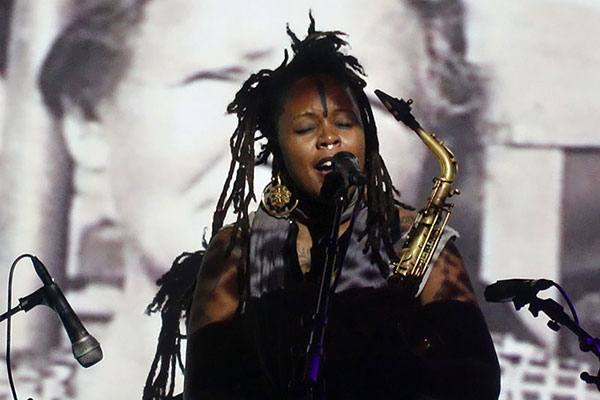
Matana Roberts in Aarhus, Dänemark 2015

Phil Freeman (Ugly Beauty) schrieb, dieses Live-Duett der Saxophonistin mit dem britischen Pianisten Pat Thomas sei eine großartige Darbietung. Das Album öffne sich sanft, mit Thomas allein, der den Raum abtastet und eine geduldige, explorative Stimmung schaffe, die an Ort und Stelle bleibt, wenn Roberts hinzukommt. Ihr Spiel ist melodischer und sogar bebop-betonter als erwartet, notierte Freeman; Es gebe Momente, in denen die beiden wie Cecil Taylor und Jimmy Lyons klängen, die mehr als 25 Jahren kreative Partner waren (die jedoch nie ein Duo-Album aufgenommen haben, merkt der Autor an). Aber Roberts und Thomas hätten absolut auch ihre eigenen individuellen und kollektiven Sprachen, und dies sei eine faszinierende und aufregende Begegnung.
Nach Ansicht von Peter Margasak (The Quietus) löse der Mitschnitt sofort Funken aus. Während dieser frei improvisierten Aufführung stelle das Paar schnell eine verständnisvolle Verbindung her, wobei die angeborene Lyrik der Saxophonistin wunderbar mit den nach außen gerichteten Machenschaften des Pianisten verschmelze. Ihre spontanen Dialoge, die von einem wirklichen Gemeinschaftsgefühl geprägt sind, wirkten weder zaghaft noch unsicher.